# Andreu Sempere
Andreu Sempere (Alcoi, 1510 — València, 1572) va ser un humanista, metge i llatinista valencià.

## Biografia
Estudià medicina a la universitat de València, on fou deixeble de Lluís Collado, i es doctorà, potser, a París o Montpeller.
Començà a donar classes a la universitat de València l'any 1533; l'any 1539 era praefectus primae classis, ocupant-se dels principiants. Entre 1550 i 1559 ocupa diverses vegades la càtedra segona d'Oratòria, promocionat el 10 de maig de 1559 a la càtedra primera, on es manté quasi ininterrompudament fins a 1568.
Tota la seva obra té una fonamentació didàctica, amb l'objectiu d'oferir materials adaptats als seus alumnes. En 1546 publica la primera i més coneguda de les seves obres, la Primma grammaticae latinae institutio, que naix del descontentament pedagògic i doctrinal respecte a la Grammatica de Nebrija, on amplia notablement l'apartat de sintaxi i utilitza les noves idees aportades pel De causis lingua Latinae de Scaligero, aconseguint un manual escolar curt però clar. Entre 1552 i 1553 edita i comenta alguns discursos de Ciceró: Pro lege Manilia, Pro C. Rabirio i Orator ad Brutum, i el breu tractat de retòrica de George Cassander. I en 1568 publica en un sol volum, dues obres de retòrica: un manual, Metodus oratoria, i un tractat curt sobre la predicació, De sacra ratione concionandi libellus.

## Obra

### Manuals i tractats
- Prima vereque compendiaria grammaticae latinae institutio[8] o Primma grammaticae latinae institutio, tribus libris explicata.[9] Obra dividida en tres parts (etimologia, sintaxi i prosòdia), reeditada nombroses vegades: 40 edicions a València, cinc a Catalunya i 50 a Mallorca (des de 1611 a 1849),[10][11] entre d'altres.
- Pro lege Manilia.[12] Edició i notes d'un discurs de Ciceró.
- Pro C. Rabirio.[12] Edició i notes d'un discurs de Ciceró.
- Tabvlae breves et expeditae, In praeceptiones rhetoricae.[13] Edició i notes del manual de retòrica de l'humanista George Cassander.
- Orator ad Brutum.[13] Edició i notes d'un discurs de Ciceró.
- Metodus oratoria.[14] Tractat d'oratòria.
- De sacra ratione concionandi libellus[14] Opuscle sobre la predicació, on desenvolupa les dues primeres parts de la retòrica (invenció i disposició).[15]

### Poesia llatina
- Carolo quinto caesare et hyeronimo Semperio carmen, ubi loquitur Hispania.[6][16]

### Poesia en castellà
- A Hieronymo Sempere.[16] Poema laudatori format per 18 hendecasíl·labs amb rima interna encadenada.